# Toleransakten
Toleransakten är ett religionsedikt från 1689, tillkommet efter ärorika revolutionen för att rädda protestantismen i England. Toleransen gällde dissenters, det vill säga nonkonformister, men uteslöt romerska katoliker och unitarier.